# Le Double maléfique
Pour les articles homonymes, voir Doppelgänger.
Pour plus de détails, voir Fiche technique et Distribution.
Le Double maléfique (Doppelganger) est un film fantastique américain réalisé par Avi Nesher, sorti en 1993.

## Synopsis
Une jeune femme, Holly, quitte New York après l'assassinat de sa mère. Elle s'installe à Los Angeles où elle devient la colocataire d'un jeune écrivain, Patrick. Il découvre bientôt qu'elle est poursuivie par son doppelgänger, son double maléfique...

## Fiche technique
- Titre original : Doppelganger
- Titre français (vidéo) : Le Double maléfique
- Réalisation : Avi Nesher
- Scénario : Donald P. Borchers (en) et Avi Nesher
- Production : Donald P. Borchers (en) et William Christopher Gorog
- Budget : 3 millions de dollars (2,27 millions d'euros)
- Musique : Jan A.P. Kaczmarek
- Photographie : Sven Kirsten
- Montage : Tatiana S. Riegel
- Décors : Ivo Cristante
- Costumes : Kimberly A. Tillman
- Pays de production : États-Unis
- Format : Couleurs - 1,85:1 - Stéréo - 35 mm
- Genre : Horreur, fantastique, romance et thriller
- Durée : 104 minutes
- Dates de sortie :
  - Pays-Bas : 24 avril 1993
  - États-Unis : 26 mai 1993 (sortie vidéo)
  - France : 10 août 1994 (sortie vidéo)

## Distribution
- Drew Barrymore : Holly Gooding
- George Newbern : Patrick Highsmith
- Dennis Christopher : Dr Heller
- Leslie Hope : Elizabeth
- Sally Kellerman : Sœur Jan
- George Maharis : Mike Wallace
- Peter Dobson : Rob
- Carl Bressler : Larry Spaulding
- Dan Shor : Stanley White
- Jaid Barrymore : Mme Gooding
- Stanley DeSantis : Richard Wolf
- Sean Whalen : l'homme du gaz
- Thomas Bosack : le père d'Holly
- Sarina C. Grant : l'inspecteur Pouget
- John Cardone : l'homme menotté
- Irene Olga López : l'infirmière de nuit
- Scott Lawrence (en) : l'infirmier
- Danny Trejo : l'ouvrier obscène
- Luana Anders : Ginger

## Autour du film
- Le tournage s'est déroulé à Los Angeles et New York (séquence d'ouverture).
- Le rôle de la mère d'Holly est interprété par la propre mère de l'actrice, Jaid Barrymore.
- Il s'agit du dernier film de George Maharis.

## Bande originale
- Kianga, interprété par Maxayne Lewis et Wil Wheaton Jr.
- Techno-Ganger, composé par Patrick Seymour
- Red Tiger, composé par Alexei Zoubov
- Lost Ghost, composé par Alexei Zoubov
- Stars No More, composé par Alexei Zoubov
- Bottleneck, composé par Alexei Zoubov
- Waste Waste, composé par Alexei Zoubov

## Distinctions
- 1993 : Nommé pour le Grand Prix du Festival international du film fantastique d'Avoriaz